# Monuste
Monuste ist in der griechischen Mythologie eine Tochter des Danaos, des Königs von Argos. Sie zählt daher zu den Danaiden. 
Bei der Massenhochzeit der 50 Töchter des Danaos mit den 50 Söhnen des Aigyptos, bei der das Los über die Paarbildungen entschied, wurde ihr Eurysthenes als Gemahl zugewiesen. Wie all ihre Schwestern mit Ausnahme der Hypermestra tötete sie ihren Ehemann in der Hochzeitsnacht. 
Es sind zwei unterschiedliche Listen mit den Namen der Danaiden und ihrer Gatten überliefert. Das Paar Monuste und Eurysthenes findet man nur in den Fabulae des Hyginus Mythographus. Bernhard Bunte schlug vor, statt Monuste den in der Bibliotheke des Apollodor überlieferten Namen der Danaide Mnestra einzusetzen. In der Bibliotheke des Apollodor wurde Mnestra mit Aigios vermählt.